# Data Relay Transponder Satellite
Data Relay Transponder Satellite o DRTS es un satélite de comunicaciones japonés lanzado el 10 de septiembre de 2002 mediante un cohete H-2A desde la base espacial de Tanegashima.
Está basado en el bus DS2000 y tiene forma casi cúbica, con unas medidas de 2,2 x 2,4 x 2,2 metros. Tiene una masa de 2,8 toneledas y una potencia de 2,1 kW proporcionada por unos paneles solares de 17 metros cuadrados. Su misión es retransmitir imágenes y datos procedentes de los satélites ADEOS 2 y ALOS y el módulo Kibo de la Estación Espacial Internacional, utilizando transpondedores en banda S y banda Ka.
DRTS fue construido por Mitsubishi para la antigua agencia espacial japonesa NASDA, ahora JAXA.